# Александровка (Жмеринский район)
Алекса́ндровка (укр. Олександрівка) — село на Украине, находится в Жмеринском районе Винницкой области.
Код КОАТУУ — 0521080203. Население по переписи 2001 года составляет 894 человека. Почтовый индекс — 23127. Телефонный код — 4332.
Занимает площадь 1,83 км².
В селе действует храм Святителя Николая Чудотворца Жмеринского благочиния Винницкой епархии Украинской православной церкви.

## Адрес местного совета
23127, Винницкая область, Жмеринский р-н, с. Александровка, пр. Шевченко